# فريدريش ستامير
غوستاف فريدريش كارل يوهان ستامير (بالألمانية: Gustav Friedrich Carl Johann Sthamer)؛ (24 نوفمبر 1856,مقاطعة راتسبورگ - 29 يونيو 1931, هامبورغ).وهو دبلوماسي ألماني شغل منصب عمدة مدينة هامبورغ ما بين شهري يناير وفبراير من سنة 1920 كما شغل منصب سفير الرايخ الألماني لدى المملكة المتحدة ما بين عامي 1920 إلى 1930 .